# Patty Schnyder
Patty Schnyder (Bazel, 14 december 1978) is een voormalig professioneel tennisspeelster uit Zwitserland. Schnyder werd professional in augustus 1994. Zij werd gecoacht door haar man Rainer Hofmann, met wie zij trouwde op 5 december 2003. In 2007 werd Schnyder enige tijd gecoacht door een Nederlands oud-tenniskampioen: Martijn Bok.

## Biografie
Schnyder won elf WTA-toernooien in het enkelspel. Daarnaast was ze zestienmaal verliezend finaliste. Haar hoogste notering op de wereldranglijst was een zevende plaats in november 2005.
In het dubbelspel won ze vijf toernooien op de WTA-tour, waarvan drie met de Oostenrijkse Barbara Schett. Vanaf 1996 kwam zij, met onderbrekingen, uit voor het Zwitserse Fed Cup-team. In 1998 bereikte Zwitserland de finale, maar verloor deze van Spanje. Haar laatste deelname aan de Fed Cup was in april 2011.
In mei 2011, na haar uitschakeling in de eerste ronde op Roland Garros, zette ze een punt achter haar professionele tenniscarrière. Ze had toen vijftien jaar ononderbroken in de top honderd van de WTA-ranglijst gestaan.
In juli 2015 maakte Schnyder haar rentree in het professionele circuit op een ITF-toernooi in de Duitse stad Darmstadt.
In 2018 geraakte zij op 39-jarige leeftijd via de kwalificaties op het US Open waar zij echter in de eerste ronde verloor. Het was acht jaar geleden dat zij nog deelnam aan een grandslamtoernooi. Eind november 2018 nam Schnyder voor de tweede maal afscheid van het professionele tenniscircuit.

## Posities op deWTA-ranglijst
Positie per einde seizoen:
| jaar | rang enkelspel | rang dubbelspel |
| ---- | -------------- | --------------- |
| 1994 | 786            | –               |
| 1995 | 152            | 441             |
| 1996 | 64             | 104             |
| 1997 | 26             | 59              |
| 1998 | 11             | 29              |
| 1999 | 21             | 41              |
| 2000 | 25             | 47              |
| 2001 | 37             | 77              |
| 2002 | 15             | 56              |
| 2003 | 23             | 40              |
| 2004 | 14             | 18              |
| 2005 | 7              | 32              |
| 2006 | 9              | –               |
| 2007 | 16             | 87              |
| 2008 | 14             | 52              |
| 2009 | 43             | 31              |
| 2010 | 44             | 110             |
|      |                |                 |
| 2015 | 740            | –               |
| 2016 | 304            | –               |
| 2017 | 144            | –               |
| 2018 | 286            | –               |

## Palmares
| Legenda                | Legenda                  |
| ---------------------- | ------------------------ |
| Grandslamtoernooi      |                          |
| Olympische Spelen      |                          |
| Year-End Championships |                          |
| tot 2009               | 2009 – 2020 / vanaf 2021 |
| Tier I                 | Premier Mandatory        |
| Tier II                | Premier Five / WTA 1000  |
| Tier III               | Premier / WTA 500        |
| Tier IV & V            | International / WTA 250  |
|                        | Challenger / WTA 125     |

### Overwinningen op een regerend nummer 1
Schnyder heeft tweemaal een partij tegen de heersende nummer 1 gewonnen:
| nr. | datum      | toernooi       | ronde        | tegenstandster    | score               |
| --- | ---------- | -------------- | ------------ | ----------------- | ------------------- |
| 1.  | 1998-10-03 | Grand Slam Cup | halve finale | Martina Hingis    | 5-7, 7-5, 5-5, opg. |
| 2.  | 2002-04-20 | WTA Charleston | halve finale | Jennifer Capriati | 6-4, 6-3            |

### WTA-finaleplaatsen enkelspel
| nr.              | finale     | toernooi            | ondergrond    | tegenstandster         | score         |         |
| ---------------- | ---------- | ------------------- | ------------- | ---------------------- | ------------- | ------- |
| gewonnen finales |            |                     |               |                        |               |         |
| 01.              | 1998-01-18 | WTA Hobart          | hardcourt     | Dominique van Roost    | 6-3, 6-2      | details |
| 02.              | 1998-02-22 | WTA Hannover        | tapijt (i)    | Jana Novotná           | 6-0, 2-6, 7-5 | details |
| 03.              | 1998-05-24 | WTA Madrid          | gravel        | Dominique van Roost    | 3-6, 6-4, 6-0 | details |
| 04.              | 1998-07-12 | WTA Maria Lankowitz | gravel        | Gala León García       | 6-2, 4-6, 6-3 | details |
| 05.              | 1998-07-19 | WTA Palermo         | gravel        | Barbara Schett         | 6-1, 5-7, 6-2 | details |
| 06.              | 1999-01-10 | WTA Hope Island     | hardcourt     | Mary Pierce            | 4-6, 7-6, 6-2 | details |
| 07.              | 2001-11-11 | WTA Pattaya         | hardcourt     | Henrieta Nagyová       | 6-0, 6-4      | details |
| 08.              | 2002-10-20 | WTA Zürich          | hardcourt (i) | Lindsay Davenport      | 6-7, 7-6, 6-3 | details |
| 09.              | 2005-01-08 | WTA Gold Coast      | hardcourt     | Samantha Stosur        | 1-6, 6-3, 7-5 | details |
| 10.              | 2005-07-24 | WTA Cincinnati      | hardcourt     | Akiko Morigami         | 6-4, 6-0      | details |
| 11.              | 2008-09-14 | WTA Bali            | hardcourt     | Tamira Paszek          | 6-3, 6-0      | details |
| verloren finales |            |                     |               |                        |               |         |
| 01.              | 1996-09-15 | WTA Karlsbad        | gravel        | Ruxandra Dragomir-Ilie | 2-6, 6-3, 4-6 | details |
| 02.              | 1998-10-04 | Grand Slam Cup      | hardcourt (i) | Venus Williams         | 2-6, 6-3, 2-6 | details |
| 03.              | 2000-07-16 | WTA Klagenfurt      | gravel        | Barbara Schett         | 7-5, 4-6, 4-6 | details |
| 04.              | 2001-07-15 | WTA Wenen           | gravel        | Iroda Tulyaganova      | 3-6, 2-6      | details |
| 05.              | 2002-04-21 | WTA Charleston      | gravel        | Iva Majoli             | 6-7, 4-6      | details |
| 06.              | 2005-05-15 | WTA Rome            | gravel        | Amélie Mauresmo        | 6-2, 3-6, 4-6 | details |
| 07.              | 2005-10-23 | WTA Zürich          | hardcourt (i) | Lindsay Davenport      | 6-7, 3-6      | details |
| 08.              | 2005-10-30 | WTA Linz            | hardcourt (i) | Nadja Petrova          | 6-4, 3-6, 1-6 | details |
| 09.              | 2006-04-16 | WTA Charleston      | gravel        | Nadja Petrova          | 3-6, 6-4, 1-6 | details |
| 10.              | 2006-07-30 | WTA Stanford        | hardcourt     | Kim Clijsters          | 4-6, 2-6      | details |
| 11.              | 2007-08-05 | WTA San Diego       | hardcourt     | Maria Sjarapova        | 2-6, 6-3, 0-6 | details |
| 12.              | 2007-10-28 | WTA Linz            | hardcourt (i) | Daniela Hantuchová     | 4-6, 2-6      | details |
| 13.              | 2008-03-09 | WTA Bangalore       | hardcourt     | Serena Williams        | 5-7, 3-6      | details |
| 14.              | 2009-07-12 | WTA Boedapest       | gravel        | Ágnes Szávay           | 6-2, 4-6, 2-6 | details |
| 15.              | 2010-07-11 | WTA Boedapest       | gravel        | Ágnes Szávay           | 2-6, 4-6      | details |
| 16.              | 2010-10-17 | WTA Linz            | hardcourt (i) | Ana Ivanović           | 1-6, 2-6      | details |

### WTA-finaleplaatsen dubbelspel
| nr.              | finale     | toernooi          | partner              | tegenstandsters                        | score             |         |
| ---------------- | ---------- | ----------------- | -------------------- | -------------------------------------- | ----------------- | ------- |
| gewonnen finales |            |                   |                      |                                        |                   |         |
| 1.               | 1998-05-03 | WTA Hamburg       | Barbara Schett       | Martina Hingis Jana Novotná            | 7-6, 3-6, 6-3     | details |
| 2.               | 2002-02-17 | WTA Antwerpen     | Magdalena Maleeva    | Nathalie Dechy Meilen Tu               | 6-3, 6-7, 6-3     | details |
| 3.               | 2003-02-09 | WTA Parijs        | Barbara Schett       | Marion Bartoli Stéphanie Cohen-Aloro   | 2-6, 6-2, 7-6     | details |
| 4.               | 2004-02-15 | WTA Parijs        | Barbara Schett       | Silvia Farina-Elia Francesca Schiavone | 6-3, 6-2          | details |
| 5.               | 2008-10-05 | WTA Stuttgart     | Anna-Lena Grönefeld  | Květa Peschke Rennae Stubbs            | 6-2, 6-4          | details |
| verloren finales |            |                   |                      |                                        |                   |         |
| 1.               | 1998-04-12 | WTA Amelia Island | Barbara Schett       | Mary Pierce Sandra Cacic               | 6-7, 6-4, 6-7     | details |
| 2.               | 1998-07-19 | WTA Palermo       | Barbara Schett       | Pavlina Stoyanova Elena Pampoulova     | 4-6, 2-6          | details |
| 3.               | 1999-04-04 | WTA Hilton Head   | Barbara Schett       | Jana Novotná Jelena Lichovtseva        | 1-6, 4-6          | details |
| 4.               | 2000-07-16 | WTA Klagenfurt    | Barbara Schett       | Laura Montalvo Paola Suárez            | 6-7, 1-6          | details |
| 5.               | 2001-10-28 | WTA Luxemburg     | Bianka Lamade        | Jelena Bovina Daniela Hantuchová       | 3-6, 3-6          | details |
| 6.               | 2003-05-04 | WTA Bol           | Emmanuelle Gagliardi | Petra Mandula Patricia Wartusch        | 3-6, 2-6          | details |
| 7.               | 2004-10-31 | WTA Linz          | Nathalie Dechy       | Janette Husárová Jelena Lichovtseva    | 2-6, 5-7          | details |
| 8.               | 2005-04-10 | WTA Amelia Island | Květa Peschke        | Bryanne Stewart Samantha Stosur        | 4-6, 2-6          | details |
| 9.               | 2008-10-19 | WTA Zürich        | Anna-Lena Grönefeld  | Cara Black Liezel Huber                | 1-6, 6-7          | details |
| 10.              | 2009-04-19 | WTA Charleston    | Līga Dekmeijere      | Bethanie Mattek-Sands Nadja Petrova    | 7-6, 2-6, [9-11]  | details |
| 11.              | 2009-08-01 | WTA Istanbul      | Julia Görges         | Lucie Hradecká Renata Voráčová         | 6-2, 3-6, [10-12] | details |

## Resultaten grandslamtoernooien
| Legenda | Legenda                          |
| ------- | -------------------------------- |
| g.t.    | geen toernooi gehouden           |
| l.c.    | lagere categorie                 |
| –       | niet deelgenomen                 |
| G       | uitgeschakeld in de groepsfase   |
| 1R      | uitgeschakeld in de eerste ronde |
| 2R      | uitgeschakeld in de tweede ronde |
| 3R      | uitgeschakeld in de derde ronde  |
| 4R      | uitgeschakeld in de vierde ronde |
| KF      | uitgeschakeld in de kwartfinale  |
| HF      | uitgeschakeld in de halve finale |
| F       | de finale verloren               |
| W       | het toernooi gewonnen            |
| w-v     | winst/verlies-balans             |

### Enkelspel
| Toernooi        | 1996 | 1997 | 1998 | 1999 | 2000 | 2001 | 2002 | 2003 | 2004 | 2005 | 2006 | 2007 | 2008 | 2009 | 2010 | 2011 |    | 2018 |
| --------------- | ---- | ---- | ---- | ---- | ---- | ---- | ---- | ---- | ---- | ---- | ---- | ---- | ---- | ---- | ---- | ---- | -- | ---- |
| Australian Open | –    | 4R   | 4R   | 2R   | 4R   | 1R   | 1R   | 4R   | HF   | KF   | KF   | 4R   | 2R   | 2R   | –    | 1R   | –  |      |
| Roland Garros   | 1R   | 3R   | KF   | 3R   | 1R   | 2R   | 4R   | 4R   | 2R   | 4R   | 4R   | 4R   | KF   | 1R   | 1R   | 1R   | –  |      |
| Wimbledon       | 1R   | 1R   | 2R   | 1R   | 2R   | 3R   | 2R   | 1R   | 2R   | 1R   | 2R   | 4R   | 1R   | 1R   | 1R   | –    | –  |      |
| US Open         | –    | 3R   | KF   | 3R   | 2R   | 2R   | 3R   | 2R   | 4R   | 4R   | 4R   | 3R   | KF   | 2R   | 3R   | –    | 1R |      |

### Vrouwendubbelspel
| Toernooi        | 1997 | 1998 | 1999 | 2000 | 2001 | 2002 | 2003 | 2004 | 2005 | 2006 | 2007 | 2008 | 2009 | 2010 | 2011 |
| --------------- | ---- | ---- | ---- | ---- | ---- | ---- | ---- | ---- | ---- | ---- | ---- | ---- | ---- | ---- | ---- |
| Australian Open | 1R   | 2R   | 3R   | 3R   | 1R   | 1R   | 1R   | 2R   | 1R   | –    | 3R   | 2R   | KF   | –    | 3R   |
| Roland Garros   | 3R   | KF   | 3R   | –    | 2R   | KF   | 3R   | 3R   | HF   | 2R   | 1R   | 1R   | KF   | 1R   | 2R   |
| Wimbledon       | 2R   | 1R   | 1R   | 1R   | 2R   | 2R   | 1R   | 3R   | –    | –    | 1R   | –    | –    | 1R   | –    |
| US Open         | 1R   | KF   | 1R   | 2R   | 1R   | 2R   | 2R   | HF   | KF   | –    | 2R   | 3R   | 3R   | 1R   | –    |